# Aradi járás
Az Aradi járás a történelmi Arad vármegye egyik járása volt. Székhelye az állandó járási székhelyek kijelölése (1886) óta végig Arad volt, mely város azonban törvényhatósági jogú városként nem volt a járás része. Népessége 1910-es népszámlálás szerint 39 385 fő volt. A járás területét a Trianoni békeszerződés Romániának ítélte, így az Magyarország számára elveszett.

## Települései
- Aradkövi
- Fakert
- Gyorok
- Kürtös